# Ganzevoetje
Het ganzevoetje (Anseropoda placenta) is een zeester uit de familie Asterinidae. De wetenschappelijke naam van de soort werd, als Asterias placenta, in 1777 gepubliceerd door de Welshe natuuronderzoeker Thomas Pennant.

## Kenmerken
Het lichaam bestaat uit een vijfhoekige schijf, met op de vijf hoekpunten uiterst korte armpjes. De rand van de schijf tussen de hoekpunten is slechts licht concaaf. Het lichaam is bijzonder dun en plat. Aan de bovenzijde geven vijf radiale verdikkingen de plek van de ambulacraalgroeven (aan de onderzjde) aan. De soort wordt tot 20 centimeter in doorsnee. Het lichaam is van boven roodachtig, van onderen geel.
Binnen het verspreidingsgebied kan deze soort slechts verward worden met Asterina gibbosa en Asterina phylactica. Die soorten blijven echter veel kleiner (tot 5 cm), zijn minder dun, hebben geen radiale verdikkingen, en de rand van de schijf is tussen de hoekpunten veel meer concaaf.

## Leefwijze
Het voedsel bestaat uit andere zeesterren, slakken, kreeftjes en zo meer.

## Verspreiding en leefgebied
Deze soort komt algemeen voor langs de kusten van Europa, van Shetland in het noorden tot de Middellandse Zeekust in het zuiden. Zeldzamer in de zuidelijke Noordzee. Tot 200 meter diep.